# Малопольские анналы
Малопольские анналы (пол. Rocznik Malopolski) — историческое сочинение, по мнению своего издателя А. Беловского предположительно в переработанном виде сохранившее оригинальные припоминания о событиях древней польской истории X в.
Наряду с этим содержат выдержки из позднейших сочинений: «Хроники» Винцентия Кадлубека, «Великопольской хроники» и «Хроники» Петра из Дусбурга. Сохранились в нескольких рукописях XV в. Охватывают период с 899 по 964 гг. Содержат сведения главным образом о древней истории Чехии и Польши. В частности, называют предков первого достоверно известного польского князя Мешко.

## Издания
- Annales Polonorum I—IV / ed. W. Arndt, R. Roepell // MGH. SS. 1866. T. XIX, p. 612—654[2].
- Rocznik Malopolski / ed. A. Bielowski // MPH, T. 2. Lwow, 1872, p. 816—825[3].

## Переводы на русский язык
- Малопольские анналы (899—964) в переводе А. С. Досаева на сайте Восточная литература

- продолжение по рукописи Куропатницкого (965—1415) в переводе А. С. Досаева на сайте Восточная литература

- продолжение по Любинской рукописи (964—1216) в переводе А. С. Досаева на сайте Восточная литература

- продолжение по Шамотульской рукописи (967—1340) в переводе А. С. Досаева на сайте Восточная литература

- продолжение по Кёнигсбергской рукописи (965—1345) в переводе А. С. Досаева на сайте Восточная литература